# Alopecosa cronebergi
Alopecosa cronebergi là một loài nhện trong họ Lycosidae.
Loài này thuộc chi Alopecosa. Alopecosa cronebergi được Tord Tamerlan Teodor Thorell miêu tả năm 1875.